# City of Angels (musical)
City of Angels és un musical amb llibret de Larry Gelbart, lletres de David Zippel i música de Cy Coleman. El musical presenta dues trames conjuntes: un món "real" d'un escriptor intentant convertir el seu llibre en un guió, i el món "cinematogràfic", sobre l'argument de la pel·lícula.

## Produccions
Poc després que la producció de Broadway tanqués, s'inicià una gira estatal que començà al Shubert Theater de Los Angeles, California, amb Stephen Bogardus com Stine i Jeff McCarthy com Stone. Després de marxar de Los Angeles, Barry Williams agafà el personatge de Stone. Jordan Leeds passà a interpretar a Stine. La gira acabà a Filadèlfia, Pennsilvània al novembre de 1992.
L'estrena al West End londinenc tingué lloc al Prince of Wales Theatre al març de 1993, representant-se fins al 13 de novembre de 1993. Tornà a ser dirigida per Blakemore, i era protagonitzada per Roger Allam com Stone and Martin Smith com Stine i Henry Goodman com Buddy Fidler.

## Argument
La trama està situada a Hollywood, a finals de la dècada de 1940, amb dues històries que succeeixen simultàniament: una comèdia de Hollywood i un drama detectivesc. Les escenes de la vida real són en colors i les escenes de la pel·lícula són en blanc i negre. El vestuari i l'escenografia mostren els canvis entre realitat i pel·lícula.
City of Angels comença amb un pòster de pel·lícula que s'estén al teatre, mentre que la pista Prologue: Theme from City Of Angels sona, incorporant orquestra i vocals i s'escolta la veu de Stone amb l'estil de les pel·lícules de detectius dels anys 40.
Mentre que el teló puja, Stone jeu sobre una llitera d'hospital amb una bala a l'espatlla i un munt al seu cap. Un detectiu privat, de la manera de Philip Marlowe i Sam Spade, Stone també pateix per un cor trencat (per una dona maca) i per una cartera buida (és massa moral per acceptar feines deshonestes). Stone retrocedeix una setmana, quan la seva secretaria amb un cor d'or, Oolie, acompanya una rica i bella dona anomenada Alaura. Alaura diu que vol a Stone per trobar la seva fillastra desapareguda; i contra el seu millor judici, Stone agafa el cas i comença la intriga. (Double Talk)
Un home a una màquina d'escriure apareix a l'escena, mentre que els actors de sobta s'aturen, "rebobinen" i fan l'escena amb alguns canvis. L'home, descobrim, és Stine, autor de les populars novel·les del detectiu Stone, treballant en l'adaptació del seu primer guió: el que hem estat veient prové directament de la seva imaginació.
Com Stone, Stine té debilitat per les dones, però té prioritat pels diners. De moment, els diners venen d'en Buddy Fidler, magnat de Hollywood i amo absolut de tots els creatius. Alguna cosa diu a Stine que vagi amb cura, però de moment, sols ho està gaudint. (Double Talk). Tornant a l'habitació de l'hotel veiem que els problemes venen de la seva dona, Gabby, qui desitjaria que Stine tornés a les novel·les. Stine no vol escoltar, almenys gaire més que Stone, i veiem com es barregen la realitat i la ficció de Gabby i Oolie en el lament "El que no saps de les dones" (What You Don't Know About Women).
L'acció torna, amb Stone sol al seu bungalou, escoltant al cantant Jimmy Powers i a l'Àngel City 4 advertint a la ciutat per ràdio que "Has de vigilar per tu mateix" (Ya Gotta Look Out For Yourself ) – mentre que té una disputa amb dos pinxos que l'atonyinen.
Tallem a Buddy llegint aquesta escena al guió: veiem que la seva secretaria, Donna, és el model per Oolie, i que Buddy no pot ajudar sense ficar els dits a tot arreu ("The Buddy System ")
Tornant a Stone, més fred, el veiem amb el tinent de la policia de Los Ángeles Muñoz, qui va ser company de Stone, tot i que ara li té una gran ressentiment. Stone, sembla, va estimar una cantant anomenada Bobbi (inspirada en la Gabby de Stine), a qui veiem fer una encesa balada (With Every Breath I Take ), però Bobbi preferia ser una estrella abans que casar-se, i quan Stone la troba amb un productor de Hollywood (evidentment basat en Buddy), s'encenen els ànims, apareix una pistola, i el productor cau mort d'un "atac de cor" causat per dues bales. Muñoz no perdona mai a Stone que marxés amb l'assassinat, i el vol veure condemnat. Stone, encès per la pallissa, s'encara amb Alaura a la seva mansió i es troba amb diversos personatges, incloent al seu fillastre, el seu marit (un home paralitzat per la polio i encastat a un pulmó d'acer), i el guru que l'atén. Amb prou malícia, però Alaura finalment aconsegueix que Stone segueixi portant el cas (The Niby Tennis Song). Stone intenta infructuosament trobar la "perduda" fillastre, Mallory (Ev'rybody's Gotta Be Somewhere), sols per trobar-la esperant-lo estirada al llit (la provocativa Lost And Found). Stone, no se sap com, aconsegueix resistir la temptació...
Que és molt més del que podem dir del seu creador. Havent tornat la seva dona a Nova York, Stine troba acull al llit de Donna, tot i alguns remordiments, però això és Hollywood, això no obstant, on l'aire no és pur.
Mentre Stone espera, un fotògraf entra i l'enganxa amb la Mallory, i ella s'escapa amb la pistola d'ell, que és utilitzada per matar el guru. Stone es troba sospitós d'assassinat i detingut pel tinent Muñoz (All Ya Have To Do Is Wait)
Per la seva banda, Stine tampoc s'ho passa massa bé. Buddy li està desgavellant el guió, i Stone, la seva pròpia creació, està disgustat amb ell.. El teló cau mentre que criatura i creador s'acusen dient-se que "No ets res sense mi" (You're Nothing Without Me).
El segon acte comença a un estudi de gravació, on Jimmy Powers i l'Àngel City 4 estan gravant Stay With Me, la qual comencem a escoltar en una gravació a... quin dormitori? Ella sembla que sigui Alaura, però és Carla Haywood, l'esposa de Buddy, qui interpreta a Alaura a la pel·lícula.
Stone, mentrestant, està a la presó, atès sols per Oolie, a qui el seu àlter ego, Donna, se sent usada pels homes (la descarada You Can Always Count On Me ). Stone és misteriosament alliberat, però els dos pinxos l'agafen.
Stine té altres problemes. Sol a una festa amb els aduladors de Buddy, on s'inclou un compositor típic de Hollywood (Alaura's Theme), Stine truca a casa sols per trobar-se que Gabby ha descobert el seu affaire amb Donna. Vola cap a Nova York amb una elaborada i preparada excusa, però no serveix de res (It Needs Work).
Stone, lluitant ara per netejar el seu nom, és portat a un bordell ("L.A. blues") on queda atordit al trobar-se amb Bobbi. Descobrim que va ser ella qui va disparar al productor; Stone l'ha estat encobrint des de llavors. Junt s'encaren el naufragi del seu amor (With Every Breath I Take - Reprise). Oolie, mentre, ha fet el seu descobriment: Alaura és una viuda rica qui va matar el seu marit ric i que planeja tornar-hi, sol que matant el seu fill, filla i metge. Stone s'encara amb ella a la mansió; va a agafar la pistola d'ella; se senten uns trets... Alaura cau morta i Stone greument ferit, i tornem a l'inici.
Però on hem deixat a Stine? La seva dona l'ha rebutjat; la seva amant, Donna, ha estat rescrivint el seu guió; Stine encara el col·lapse dels seus mons reals i ficticis i marxa (Funny)
Quan arriba al plató de la pel·lícula troba que el nom de Buddy apareix damunt del seu al guió, i que el fosc cantant Jimmy Powers fa de Stone, amb la qual cosa Stine explota. Amb el Stone "real", la seva consciència, el porta al camí correcte, abandona Buddy i és apallissat per dos guàrdies de seguretat de l'estudi quan – tot és possible a la imaginació – Stone apareix a la màquina d'escriure de Stine i escriu que Stine lluita com un super-heroi, llavors pren un "final de Hollywood" amb l'aparició de Gabby, oblidant-ho tot. Junts ho celebren (You're Nothing Without Me – reprise).mentre cau el teló.

## Números musicals
| Primer Acte - Prologue: Theme from City Of Angels - Double Talk – Stone i Alaura Kingsley - Double Talk – Buddy Fidler i Stine - What You Don't Know About Women – Gabby i Oolie - Ya Gotta Look Out For Yourself – Jimmy Powers i Angel City 4 - The Buddy System – Buddy Fidler i Donna - With Every Breath I Take – Bobbi - The Niby Tennis Song – Stone i Alaura Kingsley - Ev'rybody's Gotta Be Somewhere – Stone i Angel City 4 - Lost And Found – Mallory Kingsley - All Ya Have To Do Is Wait – Munoz, Yamato, Mahoney i Officer Pasco - You're Nothing Without Me – Stine i Stone | Segon Acte - Stay With Me – Jimmy Powers and Angel City - You Can Always Count On Me – Oolie - You Can Always Count On Me – Donna - It Needs Work – Gabby - With Every Breath I Take – Stone i Bobbi - Funny – Stine - I'm Nothing Without You – Stone, Stine i Gabby - Epilogue: Theme from City Of Angels - Double Talk Walk (Curtain Call) |

## Personatges
| Personatge                                               | Actor (Broadway) | Actor (West End)   |
| -------------------------------------------------------- | ---------------- | ------------------ |
| Stine (Hollywood)                                        | Gregg Edelman    | Martin Smith       |
| Stone (Pel·lícula)                                       | James Naughton   | Roger Allam        |
| Irwin S. Irving (Pel·lícula) / Buddy Fidler (Hollywood)  | Rene Auberjonois | Henry Goodman      |
| Oolie (Pel·lícula) / Donna (Hollywood)                   | Randy Graff      | Haydn Gwynne       |
| Alaura Kingsley (Pel·lícula) / Carla Haywood (Hollywood) | Dee Hoty         | Susannah Fellows   |
| Bobbi (Pel·lícula) / Gabby (Hollywood)                   | Kay McClelland   | Fiona Hendley      |
| Mallory (Pel·lícula) / Avril (Hollywood)                 | Rachel York      | Sarah Jane Hassell |

## Enregistraments
Hi ha enregistraments del repartiment original de Broadway a Sony (ASIN: B00000272K), publicat el 9 de febrer de 1990 i de Londres a RCA (ASIN: B000003FN9), publicat el 12 d'octubre de 1993.

## Premis i nominacions

### Producció original de Broadway
| Any  | Premi                                    | Categoria                                      | nominat                   | Resultat   |
| ---- | ---------------------------------------- | ---------------------------------------------- | ------------------------- | ---------- |
| 1990 | Premi Tony                               | Millor Musical                                 | Millor Musical            | GUANYADOR  |
| 1990 | Premi Tony                               | Millor Llibret de Musical                      | Larry Gelbart             | GUANYADOR  |
| 1990 | Premi Tony                               | Millor Banda Sonora                            | Cy Coleman i David Zippel | GUANYADOR  |
| 1990 | Premi Tony                               | Millor Actor Protagonista de Musical           | James Naughton            | GUANYADOR  |
| 1990 | Premi Tony                               | Millor Actor Protagonista de Musical           | Gregg Edelman             | nominat    |
| 1990 | Premi Tony                               | Millor Actor de Repartiment de Musical         | Rene Auberjonois          | nominat    |
| 1990 | Premi Tony                               | Millor Actriu de Repartiment de Musical        | Randy Graff               | GUANYADORA |
| 1990 | Premi Tony                               | Millor Direcció de Musical                     | Michael Blakemore         | nominat    |
| 1990 | Premi Tony                               | Millor Escenografia                            | Robin Wagner              | GUANYADOR  |
| 1990 | Premi Tony                               | Millor Vestuari                                | Florence Klotz            | nominada   |
| 1990 | Premi Tony                               | Millor Il·luminació                            | Paul Gallo                | nominat    |
| 1990 | Premi Drama Desk                         | Musical Més Destacat                           | Musical Més Destacat      | GUANYADOR  |
| 1990 | Premi Drama Desk                         | Llibret de Musical Més Destacat                | Larry Gelbart             | GUANYADOR  |
| 1990 | Premi Drama Desk                         | Lletres Més Destacades                         | David Zippel              | GUANYADOR  |
| 1990 | Premi Drama Desk                         | Música Més Destacada                           | Cy Coleman                | GUANYADOR  |
| 1990 | Premi Drama Desk                         | Actor de Musical Més Destacat                  | James Naughton            | GUANYADOR  |
| 1990 | Premi Drama Desk                         | Actor de Repartiment de Musical Més Destacat   | René Auberjonois          | GUANYADOR  |
| 1990 | Premi Drama Desk                         | Actriu de Repartiment de Musical Més Destacada | Randy Graff               | GUANYADORA |
| 1990 | Premi Drama Desk                         | Escenografia Més Destacada                     | Robin Wagner              | GUANYADOR  |
| 1990 | Premi Drama Desk                         | Vestuari Més Destacat                          | Florence Klotz            | nominada   |
| 1990 | Premi Drama Desk                         | Il·luminació Més Destacada                     | Paul Gallo                | nominada   |
| 1990 | Premi Drama Desk                         | Direcció de Musical Més Destacada              | Michael Blakemore         | nominat    |
| 1990 | Premi Drama Desk                         | Orquestracions Més Destacades                  | Billy Byers               | GUANYADOR  |
| 1990 | Premi Edgar Allan Poe                    | Millor Obra                                    | Larry Gelbart             | GUANYADOR  |
| 1990 | Premi del New York Drama Critics' Circle | Millor Musical                                 | Millor Musical            | GUANYADOR  |

### Producció Original de Londres
| Any  | Premi                  | Categoria                                             | nominat           | Resultat  |
| ---- | ---------------------- | ----------------------------------------------------- | ----------------- | --------- |
| 1994 | Premi Laurence Olivier | Millor Musical                                        | Millor Musical    | GUANYADOR |
| 1994 | Premi Laurence Olivier | Director d'un Musical                                 | Michael Blakemore | nominat   |
| 1994 | Premi Laurence Olivier | Millor Actor de Musical                               | Roger Allam       | nominat   |
| 1994 | Premi Laurence Olivier | Millor Actriu de Musical                              | Haydn Gwynne      | nominada  |
| 1994 | Premi Laurence Olivier | Millor Actuació en un Paper de Repartiment de Musical | Henry Goodman     | nominat   |